# Helmut Landsberg
Helmut Erich Landsberg (Frankfurt, 9 de fevereiro de 1906 — Genebra, 6 de dezembro de 1985) foi um climatologista e professor em várias universidades estadunidenses. Segundo a Academia Nacional de Engenharia dos Estados Unidos, ele foi "talvez o climatologista o mais renomado do século 20."